# Махмудов, Увайс Багавдинович
Увайс Багавдинович Махмудов (10 июля 1938 — 10 мая 2012) — главный научный сотрудник Института нейрохирургии им. академика Н. Н. Бурденко РАМН, профессор, доктор медицинских наук (1982), Заслуженный деятель науки РФ. Заслуженный врач РФ (2002). В течение 48 лет был практикующим хирургом.

## Биография
Родился в семье колхозника в старинном кумыкском селении Аксай,Хасавюртовского района Дагестанской АССР. Отец, прошедший Великую Отечественную войну и на ней неоднократно раненый, умер в 1947 году. Увайс был старшим из трёх детей в семье, которую пришлось поднимать матери.
По окончании в 1959 году Дагестанского медицинского института работал врачом в Дагестане.
После окончания аспирантуры в Ростове-на-Дону в 1964 г. направлен на работу в Москву в НИИ нейрохирургии им. Н. Н. Бурденко.
В 1960—1980-х гг., сотрудничая с Санитарной авиацией, работал во всех республиках СССР, где выполнял труднейшие операции тяжело больным.
С 1973 года - научный старший научный сотрудник НИИ нейрохирургии им. Н. Н. Бурденко. В 1982 году защитил докторскую диссертацию.
С 1993 года являлся руководителем 3-го клинического отделения Института нейрохирургии.
С 1997 года - главный научный сотрудник, заведующий 5-м нейроонкологическим отделением.
По национальности — кумык.

## Научная деятельность
Член Всемирной ассоциации нейрохирургов, он участвовал и выступал с докладами на ежегодных конгрессах этой организации.
Являлся членом Ученого совета Института нейрохирургии им. акад. Н.Н. Бурденко. Входил в состав редколлегии журнала «Вопросы нейрохиpypгии» Института им. Н. Н. Бурденко.
Как профессор он подготовил 6 докторов и 22 кандидата медицинских наук.
Автор свыше 240 научных работ, двух методических рекомендаций, двух изобретений РФ, председатель Проблемной комиссии по хирургии основания черепа.

### Некоторые труды
- А.Н. Коновалов, Д.В. Сидоркин, А.Н. Шкарубо, Д.Ю. Усачёв, У.Б. Махмудов - Хордомы основания черепа и краниовертебрального перехода, Москва, 2014, ISBN 978-5-9905387-3-3